# Atherigona univittata
Atherigona univittata är en tvåvingeart som beskrevs av Deeming och Overman 1987. Atherigona univittata ingår i släktet Atherigona och familjen husflugor.
Artens utbredningsområde är Kenya. Inga underarter finns listade i Catalogue of Life.